# Gitte Christensen
Gitte Christensen også kendt under navnet Brigitte Christensen (født: 28. juni 1957) er en dansk film- og teaterskuespiller, sceneinstruktør og dramatiker.

## Filmografi
- Blood delirium (1988)
- Afgrunden som adoptivmor (2004)
- Offscreen (2006)
- En mand kommer hjem som Sarah Schmidt (2007)
- The Best Offer (2013)
- Fear of loving som Cecilia Colombo (2010-2013)
- Coco Chanel som Alexandra of Russia (2008)
- Christian IV - Den sidste rejse som Ellen Marsvin